# Nicolae Polizu-Micșunești
Locotenentul aviator (r) Nicolae Polizu-Micșunești (n. 2 iulie 1904, Hârlău, d. 2 mai 1943, Kramatorsk) este unul dintre așii aviației de vânătoare române în timpul celui de al Doilea Război Mondial. A zburat pe avioane Heinkel He 112, IAR 80 și Bf 109G.

## Familia
S-a născut ca fiu al lui Nicolae Gr. Polizu-Micșunești (1874–1953), avocat, șeful baroului pe țară, țărănist, prieten cu Iuliu Maniu, căsătorit la 7 februarie 1901 cu Adina (1881–1978), fiica lui Constantin Ghica Deleni. A avut un frate, George Polizu-Micșunești (7.XI.1901–1952). A copilărit la conacul familiei, din Maxut..

## În cel de al Doilea Război Mondial
A participat la război pe frontul de Est în 1941 și 1943. Între aceste campanii a fost pilot de încercare la uzinele IAR Brașov. A participat la 160 de misiuni, 52 de lupte aeriene și a obținut 10 victorii omologate și una probabilă. A fost unul din cei trei aviatori decorați cu Ordinul Mihai Viteazul în anul 1941, ceilalți doi fiind decorați post-mortem.
Locotenentul aviator (r) Nicolae Polizu a fost decorat cu Ordinul Virtutea Aeronautică de război cu spade, clasa Crucea de Aur cu 2 barete (11 octombrie 1941) „pentru eroismul dovedit dela începutul războiului și până azi, în 16 lupte aeriene, doborând cinci avioane inamice”, clasa Comandor (4 noiembrie 1941) „pentru eroismul dovedit în luptele aeriene dela Dalnik, Duboșari și Hagibei, doborând cinci avioane inamice” și cu prima baretă la clasa Cavaler (20 februarie 1942) „pentru eroismul, curajul și vitejia arătată în luptele aeriene cu inamicul, isbutind să doboare 7 avioane bolșevice”. A fost distins, de asemenea, pe 14 noiembrie 1941 cu Ordinul „Mihai Viteazul”, cl. III-a „pentru agerimea și îndrăsneala de care a dat dovadă în luptele aeriene, doborînd cel mai mare număr de avioane inamice”.

## Decorații
- Ordinul „Virtutea Aeronautică” de Război cu spade, clasa Crucea de Aur cu 2 barete (11 octombrie 1941)[7]
- Ordinul „Virtutea Aeronautică” de Război cu spade, clasa Cavaler (4 noiembrie 1941)[8]
- Ordinul Militar „Mihai Viteazul”, cl. III-a (14 noiembrie 1941)[10]
- Ordinul „Virtutea Aeronautică” de Război cu spade, cu prima baretă la clasa Cavaler (20 februarie 1942)[9]

## Vezi și
- Forțele Aeriene Române
- Al Doilea Război Mondial
- România în al Doilea Război Mondial
- Lista așilor aviației române din cel de al Doilea Război Mondial

## Legături externe
- en  Lt. av. (r) Nicolae Polizu-Micșunești la  worldwar2.ro